# ケック不斉アリル化
有機化学において、ケック不斉アリル化（ケックふせいアリルか、英: Keck asymmetric allylation）は、アルデヒドへのアリル基の求核付加を含む化学反応である。触媒はチタンをルイス酸として含むキラル錯体である。触媒のキラリティーが立体選択的付加を誘導するため、生成物の2級アルコールは触媒の選択に基づいて予測可能な絶対配置を持つ。この人名反応はゲイリー・ケックに由来する。

## 背景

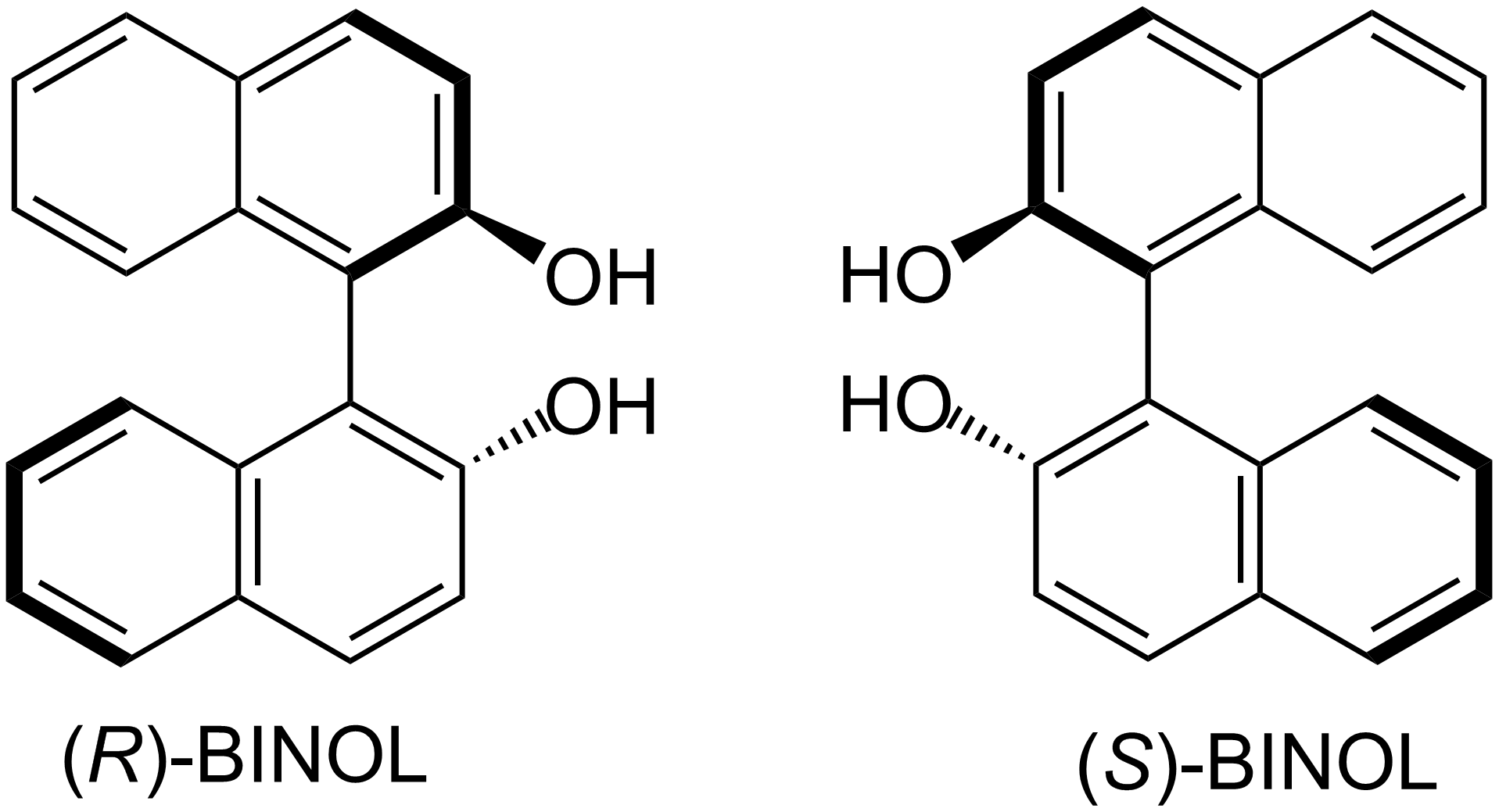
BINOLの異性体

ケック不斉アリル化は、(−)-gloeosporone、エポチロンA、スポンジスタチンのCDサブユニット、リゾキシンのC10-C20サブユニットを含む天然物の合成に数多く応用されている。ケックアリル化は、phorboxazoleやブリオスタチン1といった天然物に多く見られる部分である置換テトラヒドロピランをエナンチオ選択的に形成するためにも利用されている。
Emilio Tagliavini
や三上幸一のグループもケックのグループと同年にTi(IV)–BINOL錯体を用いたこの反応の触媒を報告したものの、ケックの論文はエナンチオ選択性およびジアステレオ選択性がより高く、三上の手順のように4オングストロームモレキュラーシーブスの使用やTagliaviniの手順のように過剰のBINOLを必要としなかった。
立体選択性と触媒調製の単純さでのケックの初期の成功は、その他のBINOLの構造アナログの開発や反応速度を上げるための化学量論的添加剤の使用、置換スズ求核剤を含む反応範囲の拡大を含む反応設計における多くの改善をもたらした。

## 機構
このアリル化の機構は完全には分かっていないが、2配位BINOL-Ti錯体によるアルデヒドの活性化とそれに続くアルデヒドへのアリル配位子の付加、トリブチルスズの除去、トランスメタル化（transmetallation）によるTi錯体の再生を含む触媒サイクルが提唱されている。

ケックアリル化反応の触媒サイクル

Keckによって行われ、Fallerらによって追求された研究は、生成物のエナンチオマー純度とBINOLのエナンチオマー純度との相互関係を示す正の非線形効果（nonlinear effect: NLE）が示されている。これらの観察は、二量体メソ-キラル触媒がホモキラル二量体よりも活性が低いことを意味しており、これによって観察されたキラル増幅がもたらされる。

コーリーの触媒結合の立体化学モデル

コーリーらは、この変換の絶対立体化学を説明するCH–O水素結合モデルを作った。

## 改良
類似のBINOL-Ti(IV) 錯体を用いた不斉アリル化を行っていたTagliaviniグループは、様々なエナンチオ純粋な置換ビナフチル配位子の合成によって初期の成功に続いた。これらの置換ビナフチルで最も成功したもの（右図）は Ti(Oi-Pr)2Cl2錯体を用いたアルデヒドへのアリルトリブチルスズの付加においてエナンチオマー過剰率92%の生成物を与えた。

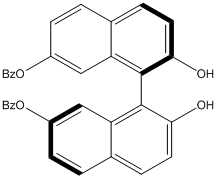
Tagliaviniグループ: ベンジロキシ基を持つ置換BINOL配位子

Brennaグループは新しいBINOLアナログ（右図）を開発した。このアナログはかなり簡単にエナンチオマーに分割して、立体選択的ケックアリル化のための不斉補助基として使用することができ、一部の例では (R)-BINOLを用いたアリル化よりも最大4%までエナンチオマー過剰率が向上した。加えて、開発された補助基も古典的BINOLと同様にNLEを示した。

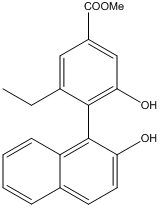
Brennaグループ: BINOL誘導体

Fallerのグループはキラル被毒戦略における酒石酸ジイソプロピルの使用を開発した。酒石酸ジイソプロピル、ラセミBINOL、Ti(OiPr)4、ベンズアルデヒド、アリルトリブチルスズを使って、最大91%のエナンチオマー過剰率が得られた。

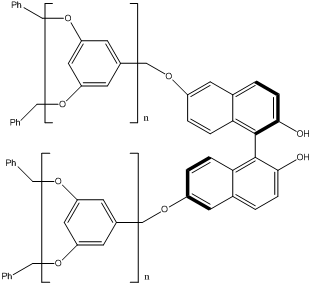
吉田グループ: BINOL由来の高分子

吉田潤一らは均一で、容易に回収可能な触媒系として働くデンドリマービナフトール類を開発し、それらがケックのアリル化条件を用いたホモアリルアルコールの形成に適していることを明らかにした。
丸岡啓二と木井敏は、エナンチオマー過剰率を向上させるためにルイス酸とアルデヒドとの間のM-O結合回転を制限することを目指して、アルデヒドのアリル化のための二点配位型Ti(IV) BINOL配位子を開発した。この二点配位型配位子は2つのチタン、BINOL、芳香族ジアミンを含み、最大99%のエナンチオマー過剰率を与えた。向上した立体選択性は2つのチタンからのカルボニルの二重活性化から来ていると提案されており、この仮説は2,6-γ-ピロン基質に関する13C NMRおよびIR分光学的研究によって支持されている。M-O回転が制限されているという最も説得力のある証拠はtrans-4-メトキシ-3-ブテン-2-オンのNOE NMR研究から来ている。遊離エノンおよび単座（一点配位型）Ti(IV) と錯体を作ったエノン中のメロキシビニルプロトンの放射はs-cisおよびs-trans配座を示しているのに対して、二点配位型Ti(IV) 錯体中のエノンの放射は主にs-trans配座を示している。2003年、このグループはこの二点配位型触媒を用いてアリル化戦略をケトンへと拡張した。

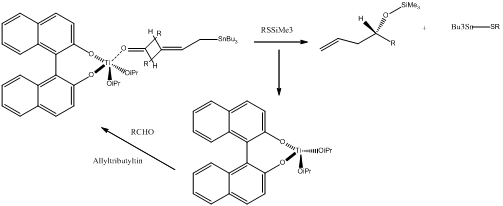
チオールが関与する反応スキーム

このアリル化反応における2つの鍵となる段階は、アリル断片中のSn-C結合の切断とTi(IV) 触媒の再生を促進するためのO-Sn結合の形成である。ユ・チャンモ（유찬모）らはこれらの段階をともに促進するアルキルチオシラン促進剤を開発した。この促進剤は同時に反応速度を上昇させ、必要な触媒使用料を低減した。ベンズアルデヒドとアリルトリブチルスズのカップリングは10 mol%のBINOL-Ti(IV) 触媒を使用してホモアリルアルコールを収率91%、エナンチオマー過剰率97%で与えたが、このアルキルチオシランを添加することで、わずか5 mol%の触媒で収率80%、エナンチオマー過剰率95%が得られた。

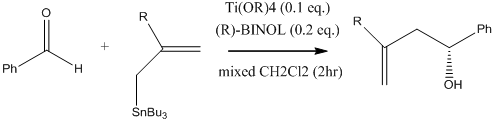
置換ケックアリル化の反応スキーム

BruecknerとWeigandは1996年に、このアリル化化学の使用を複素環を含むβ置換スタンナンへと拡張した。